# Saltık, Sandıklı
Saltık là một xã thuộc huyện Sandıklı, tỉnh Afyonkarahisar, Thổ Nhĩ Kỳ. Dân số thời điểm năm 2011 là 481 người.